# Katharina von Kardorff-Oheimb

Katharina von Oheimb

Katharina Franziska Paula Maria „Kathinka“ von Kardorff-Oheimb, geb. van Endert (* 2. Januar 1879 in Neuss; † 22. März 1962 in Düsseldorf), war eine deutsche Politikerin (DVP), Unternehmerin und Salondame.

## Leben
Katharina von Kardorff-Oheimb war die Tochter des Möbel- und Seidenwarenfabrikanten Rudolf van Endert (1835–1881) und dessen Frau Elisabeth (1847–1928). Sie hatte neun Geschwister, wovon drei bereits im Kindesalter starben; ihre ältere Schwester war die Opernsängerin Elisabeth Böhm van Endert. Nach dem frühen Tod ihres Vaters wuchs sie bei ihrer Mutter auf, die das Unternehmen in Neuss weiterführte.
Katharina erhielt in ihrem Elternhaus bis zur Sekunda Privatunterricht durch Oberlehrerinnen und katholische Geistliche, bestand 1894 die Abschlussprüfung an einem Gymnasium in Münster und besuchte von 1895 bis 1897 die Klosterschule der Ursulinen in Lyon. Bildungsreisen, die sie gemeinsam mit ihrer Mutter und ihren beiden Schwestern unternahm, führten sie nach Italien und Frankreich.
Mit 19 Jahren heiratete sie den promovierten Ingenieur Felix Daelen (1868–1944), der 1915 die Glyco-Metallgesellschaft erwarb. 1905 verließ sie ihren Mann, ging für einige Zeit nach Noordwijk und arbeitete unter anderem als Verkäuferin in Ostende. Die Ehe mit Daelen wurde 1906 wegen der Beziehung zu Ernst Albert (1877–1911) – der der Vater ihres Sohnes Paul Felix war – schuldhaft geschieden. Das Sorgerecht für alle vier in der Ehe geborenen Kinder erhielt Daelen.
Kardorff-Oheimb ging mit Ernst Albert, einem Sohn des Industriellen Heinrich Albert und Antonie Anthes, unter Missbilligung von dessen Eltern und ihrer Mutter eine zweite Ehe ein, aus der ein Sohn und eine Tochter stammten. Nachdem ihr Mann 1911 beim Bergsteigen in den Dolomiten (Tirol) tödlich verunglückte, übernahm sie nach intensiven Erbstreitigkeiten mit der Familie Albert die Leitung der keramischen Fabriken der Chemischen Werke H. & E. Albert in Klingenberg am Main, Worms und Offstein.
Ein Jahr später heiratete sie den Rittergutsbesitzer Hans Joachim von Oheimb (1880–1960), Eigentümer des altererbten Gutes Holzhausen bei Hausberge, einen Freund ihres verstorbenen Mannes. Die Ehe wurde 1921 geschieden. Ihre vierte Ehe schloss sie 1927 mit ihrem ehemaligen Fraktionskollegen im Reichstag Siegfried von Kardorff, der in den späteren 1920er Jahren als zweiter Vizepräsident des Reichstags amtierte.
Kardorff-Oheimb war politisch aktiv, gründete mit Helene Stöcker den Bund für Mutterschutz, organisierte politische Frauenkurse und kandidierte erfolgreich für die DVP im Reichstag. Sie reiste als gefragte Rednerin durch deutsche Städte, absolvierte das Luftschiff-Examen und erkundete afrikanische Länder, China und Indien. Zeit ihres Lebens war sie eine begeisterte Jägerin.
Katharina von Kardorff-Oheimb lebte unter anderem viele Jahre in Berlin und in Goslar. Sie starb 1962 in Düsseldorf und wurde auf dem Hauptfriedhof in Neuss beerdigt.

## Politische Aktivitäten
Katharina von Kardorff-Oheimb betätigte sich in der bürgerlichen Frauenbewegung und trat nach dem Ersten Weltkrieg in die 1918 gegründete nationalliberale Deutsche Volkspartei (DVP) ein. Ein Jahr später beteiligte sie sich an der Gründung des Nationalverbandes deutscher Frauen und Männer, dem sie in der Folgezeit vorstand. Daneben leitete sie politische Ausbildungskurse in ihrer Villa Oberer Triftweg 30 in Goslar. Ihre Kurse dienten der politischen Emanzipation der Frau. Hinzu kam eine Tätigkeit als Dozentin an der Lessing-Hochschule zu Berlin.
Kardorff-Oheimb gehörte von 1920 bis 1924 – als eine von 36 Frauen unter den insgesamt 466 Abgeordneten – dem Reichstag der Weimarer Republik an. Im Parlament vertrat sie den Wahlkreis 11 (Magdeburg). Zur Reichspräsidentenwahl 1925 befürwortete sie die Aufstellung von Reichswehrminister Otto Geßler als gemeinsamen Kandidaten von SPD, DDP, Zentrum und DVP. Nachdem sich jedoch die Parteiführung der DVP um Gustav Stresemann für Paul von Hindenburg als Kandidaten ausgesprochen hatte, trat sie aus der Partei aus und wurde Mitglied der Wirtschaftspartei. Ihre Mitgliedschaft dort endete 1927. Drei Jahre später übernahm sie den Vorsitz der Nationalen Arbeitsgemeinschaft. 1931 war sie als Schriftführerin für das Pro Palästina Komitee beschäftigt.
Wesentliche politische Arbeit leistete Kardorff-Oheimb seit 1919 bis zur Verhängung eines Schreibverbotes gegen sie auch mit Beiträgen für die Magdeburgische Zeitung sowie der regen Korrespondenz, die sie mit politischen Führern wie Stresemann, Ebert und Löbe unterhielt. 1924 gründete sie die Allgemeine Bilderzeitung, als deren Herausgeberin und Verlegerin sie fungierte. Im Deutschen Reichstag trat sie mit klaren Meinungsäußerungen auf und stimmte als einzige ihrer Fraktion für eine strafrechtliche Verfolgung des Putschisten Ludendorff oder für die Annahme des Londoner Ultimatums 1923.
In den Jahren der Weimarer Republik betrieb sie einen der bedeutendsten politischen Salons der Berliner Gesellschaft, der erst in ihrem Haus am Kurfürstendamm 181 geführt wurde (1919–1926) und später in ihre neue Wohnung in der Matthäikirchstraße 32 wechselte. Die weitgefächerte soziale und politische Tätigkeit Kardorff-Oheimbs – unter anderem war sie im prominenten Vereinsvorstand der Ostpreußenhilfe – veranlasste Kurt Tucholsky 1930, das satirische Gedicht An Frau von Oheimb zu verfassen. Darüber hinaus ermöglichte ihr der Salonbetrieb Kontakte zu führenden Persönlichkeiten aus Industrie, Politik und Militär. Sie gab noch 1937 einen großen Empfang, zu dem auch der sowjetische Botschafter und prominente jüdische Bankiers wie Dreyfus, Schwabach und Arnhold geladen waren.
Nach der Machtübernahme der Nationalsozialisten endete Kardorff-Oheimbs politische Aktivität für zwölf Jahre. Im Anschluss an den Zweiten Weltkrieg wurde sie 1945 von der sowjetischen Besatzungsbehörde für kurze Zeit als Bürgermeisterin von Ahrensdorf eingesetzt. Sie trat in die Liberaldemokratische Partei (LDP) ein und war Vorsitzende der Frauenarbeitsgemeinschaft des Berliner LDP-Landesverbandes. 1947 trat sie aus der Partei aus. Zwei Jahre später zog sie nach Düsseldorf. 1961 trat sie in die FDP ein.

## Ihre Zeitungssammlung

Sammelmappe Deutsche Kriegszeitung, Scherl-Verlag, 1914

Werbung für Sammelmappen für den Weltspiegel, 1914

Das politisch interessierte deutsche Bildungsbürgertum begriff den Ausbruch des Ersten Weltkriegs als Beginn einer dramatischen Weltveränderung, die es für die Nachwelt zu dokumentieren galt. Dem trugen die Zeitungsverlage Rechnung und boten ihren Abonnenten Sammelmappen und Einbanddecken für die dauerhafte Aufbewahrung ihrer täglichen Berichterstattung an. Unter den so entstandenen Sammlungen, ragt die von Katharina Kardorff-Oheimb der Nachwelt hinterlassene durch Umfang und Vielfalt weit heraus. In fast hundert Einzelbänden, das erste Drittel aufwändig in Halbleder, danach in schlichten Kaliko- oder Pappbänden gebunden, wird dort das Geschehen der Zeit zwischen Sommer 1914 und Jahresende 1920 auf den Kriegsschauplätzen und im Inland tagesaktuell erfasst. Dabei handelt es sich ausschließlich um Berliner Zeitungen – von liberal (Vossische Zeitung, Berliner Tageblatt), national-konservativ (Berliner Lokal-Anzeiger), sozialdemokratisch (Vorwärts) bis kommunistisch (Die rote Fahne, ab Jahresende 1918).

Sammelband, Pappband mit Kaliko-Rücken, Lederetikett

Ob Kardorff-Oheimb schon vom Sommer 1914 an gezielt die Zeitungssammlung selbst angelegt hat (wofür es allerdings keinerlei Belege gibt) oder später die gesamte Kollektion von einem ihrer politisch prominenten Freunde erworben oder gar antiquarisch angekauft hat, ist bislang nicht mit letzter Sicherheit zu klären. Wohl aber ist die Sammlung, als ihr Besitz durch das einheitliche Exlibris „Katharina Kardorff“ (so hieß sie aber erst nach 1927) ausgewiesen.

Exlibris Katharina von Kardorff-Oheimb

Im Zuge ihrer finanziell angespannten persönlichen Lebenssituation zu Beginn der 1930er Jahre verkaufte sie 1931 ihre Sammlung an ein niederländisches Auktionshaus. Über Jahrzehnte hinweg wusste man nichts über den weiteren Verbleib des zeitgeschichtlich aufschlussreichen bibliophilen Schatzes, ehe dieser von dem Zeitungshistoriker Martin Welke 2005 in einem Antiquariat erworben und in die von ihm gegründete Stiftung Deutsches Zeitungsmuseum überführt wurde.

## Kinder und Nachkommen
Kardorff-Oheimb war Mutter von sechs Kindern. In ihrer Ehe mit Felix Daelen wurden die Kinder Vital (1900–1963), Katja (* 1901), Maria (1903–1993) und Paul Felix (* 1905) geboren, wobei Paul Felix ein Sohn von Ernst Albert war. Aus ihrer Ehe mit Albert stammten die Kinder Heinz (* 1908) und Elisabeth (1910–2013); Elisabeth heiratete später den Dirigenten Wilhelm Furtwängler. Kardorff-Oheimb ist somit die Großmutter der Schauspielerin Kathrin Ackermann und Urgroßmutter der Schauspielerin Maria Furtwängler.

## Ehrungen
Im September 2011 wurde Kardorff-Oheimb im Rahmen der frauenORTE Niedersachsen in Goslar geehrt.

## Schriften
- Politik und Lebensbeichte. Herausgegeben von Ilse Reicke. Paul Georg Hopfer-Verlag, Tübingen o. J. (1962).